# 中川インターチェンジ
中川インターチェンジ（なかがわインターチェンジ）は、北海道中川郡中川町字琴平で事業中の音中道路のインターチェンジである。

## 歴史
- 2025年（令和7年）3月13日：IC名称が仮称と同じ「中川IC」に正式決定[1]。
- 2025年（令和7年）度 : 音威子府IC - 中川IC間開通に伴い供用開始予定[2]。

## 周辺
- 道の駅なかがわ
- 中川町役場
- JR北海道宗谷本線天塩中川駅
  - 道道541号と接続するランプウェイ付近には琴平駅が設置されていたが、1990年（平成2年）に廃止されている。

## 接続する道路
- 直接接続
  - 国道40号
  - 北海道道541号問寒別佐久停車場線

ランプウェイで北海道道541号問寒別佐久停車場線に接続し、そこから天塩川橋で天塩川を渡河して、本線に直結する形で対岸の国道40号（現道）に接続する。このため道道と国道の行き来は不可。

## 隣
E5 音中道路
音威子府IC（事業中）- 中川IC（事業中） - （国道40号本線に直接接続）